# Hawker Audax
Гоукер Одакс (англ. Hawker Audax) — британський літак зв'язку, що перебував на озброєнні Королівських ВПС Великої Британії в міжвоєнний період. Літак розроблявся на базі легкого бомбардувальника Hawker Hart для заміни Armstrong Whitworth Atlas.

## Історія
В 1931 році міністерство авіації Великої Британії видало специфікацію 7/31 на створення літака зв'язку для заміни Armstrong Whitworth Atlas, який був першим літаком такого типу в Королівських ВПС. Компанія Hawker Aircraft вирішила запропонувати використати для цього свій легкий бомбардувальник Hawker Hart, який вже модифіковувався для ролі винищувача (Hawker Demon) і розвідника (Hawker Osprey). Після випробувань одного з прототипів «Гарта» міністерство погодилось з пропозицією компанії і затвердивши імя «Одакс» (англ. Audax) видало замовлення на серійне виробництво.
Перший серійний «Одакс» здійнявся в повітря 29 грудня 1931 року, а в лютому найдішов на озброєння 4-ї ескадрильї. Літак відрізнявся від бомбардувальника обладнанням і невеликими змінами, найпомітнішою з яких було встановлення довгої вихлопної труби, яка сягала аж до середини фюзеляжу. Це було зроблено що б вогняні вихлопи не перекривали огляд землі пілоту при польотах на низькій висоті. Також «Одакс» оснащувався довгим гаком для підбору поштових мішків, який кріпився до середини переднього шасі.
Загалом було виготовлено 624 літаки ВПС Великої Британії, а також на експорт для Іраку, Персії і Малаї. Через величину замовлення більшу частину літаків виготовляли підрядники: Bristol (144), Gloster (25), Avro (244) і Westland (43). Загалом до закінчення виробництва в 1937 році було виготовлено близько 848 літаків.
На озброєнні Великої Британії «Одакси» використовувались як зв'язкові до 1938 року, після чого були передані в навчальні частини. Як навчальні і легкі траснпортні літаки «Одакси» використовувались і під час Другої світової війни. 237-а родезійська ескадрилья використовувала їх в Східноафриканській кампанії, а також британці використовували «Одакси» під час Іракської операції в травні 1941.

## Тактико-технічні характеристики
Дані з Consice Guide to British Aircraft of World War II

### Технічні характеристики
- Екіпаж: 2 особи
- Довжина: 9,02 м
- Висота: 3,17 м
- Розмах крила: 11,35 м
- Площа крила: 32,33 м²
- Маса порожнього: 1333 кг
- Максимальна злітна маса: 1989 кг
- Двигун: Rolls-Royce Kestrel IB
- Потужність: 530 к. с. (395 кВт.)

### Льотні характеристики
- Максимальна швидкість: 274 км/год (на висоті 730 м.)
- Практична стеля: 6555 м
- Час польоту: 3 год 30 хв

### Озброєння
- Кулеметне:
  - 1 × 7,7-мм курсовий кулемет Vickers
  - 1 × 7,7-мм кулемет Lewis в кабіні стрільця
- Підвісне:
  - 4 × 9 кг бомби або
  - 2 × 51 кг контейнери з вантажем

## Країни-оператори
- Британська Індія
- Велика Британія
- Єгипет
- Ірак
- Іран
- Канада
- Південна Родезія
- Стрейтс-Сетлментс